# Tourelle de la Plate
La tourelle de la Plate, también conocida como Petite Vieille ("la viejecita" en español, Groac’h Bihan en bretón) es una baliza situada en el peligroso paso marítimo de Raz de Sein, en el extremo occidental de Bretaña, en el departamento de Finisterre, Francia. Se encuentra en uno de los arrecifes que prolongan la punta de Raz. Acompaña el faro de la Vieille y fue construida entre 1887 y 1896, pero no pudo entrar en funcionamiento hasta 1910 debido a numerosas dificultades provocadas por las tormentas.

## Historia
La comisión de los faros y balizas (dentro del entonces ministerio de Obras Públicas) decidió el 5 de junio de 1886 construir una torrecilla a proximidad del faro de La Vieille, entonces en construcción. Las obras empezaron en 1887, pero tuvieron que ser suspendidas debido a que el barco empleado en su construcción tuvo que ser destinado a otras obras. Las obras se reanudaron en 1893 y finalizaron en 1896.
El 4 de diciembre de 1896, cuando llevaba solo unos meses en servicio, una violenta tempestad la decapita. Las obras de reconstrucción se iniciaron el verano siguiente, pero no pudieron terminar hasta 1909 debido a un cúmulo de dificultades. Las primeras pruebas de encendido se hicieron en 1910, y el 31 de agosto de 1910 se instala una luz verde permanente alimentada con vapor de aceite.

## Características
En la actualidad, es una torrecilla octogonal que se asienta sobre una base cilíndrica, ambas hechas de hormigón armado. El conjunto se eleva a 9,5 m por encima de las mareas más altas y emite 9 destellos de luz blanca agrupados. La tourelle de la Plate sirve de señal cardinal oeste y por ello es pintada de amarillo con una banda negra a media altura. Indica a los barcos que tienen que adelantarla por el oeste, dejando los peligros al este.